# Coelioxys rufipes
Coelioxys rufipes is een vliesvleugelig insect uit de familie Megachilidae. De wetenschappelijke naam van de soort is voor het eerst geldig gepubliceerd in 1845 door Guérin-Méneville.